# Gene Roddenberry

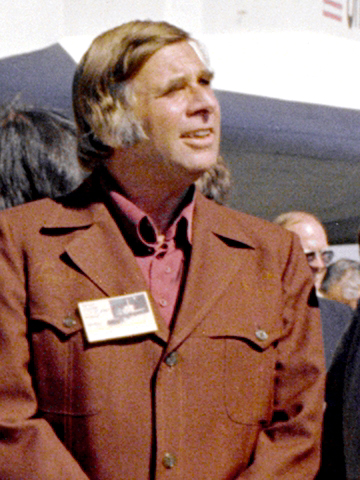
Gene Roddenberry in 1976

Eugene Wesley (Gene) Roddenberry  (El Paso (Texas), 19 augustus 1921 – Santa Monica (Californië), 24 oktober 1991) was een Amerikaans sciencefictionschrijver, scenarioschrijver en televisieproducent. Hij is onder meer de bedenker van de bekende sciencefictiontelevisieserie Star Trek. Hij werd ook wel The Great Bird of the Galaxy (De Grote Vogel van de Melkweg) genoemd.
Roddenberry vocht in de Tweede Wereldoorlog. Van 1945 tot 1948 vloog hij als piloot voor Pan American World Airways en van 1949 tot 1956 was hij politieagent in Los Angeles.
In 1969 trouwde hij de actrice Majel Barrett. Zij speelde de rol van zuster Chapel in Star Trek: The Original Series en de rol van Lwaxana Troi in Star Trek: The Next Generation. Ook was ze de computerstem in vier van de series.
Behalve van Star Trek is hij ook de geestelijk vader van de sciencefictiontelevisieseries Andromeda en Earth: Final Conflict.
Gene Roddenberry stierf op zeventigjarige leeftijd aan een hartstilstand. Hij werd gecremeerd en een deel van zijn as werd met behulp van een raket in een baan om de aarde geschoten.